# Pteruges

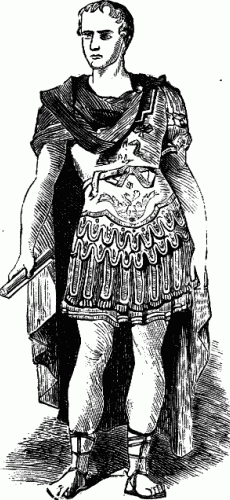
Julio César portando una lorica musculata con un pteruges colgando de ella.

Pteruges (también llamada pteryges, del griego, significando plumas) se refiere a la pieza decorativa que cae de la cintura de la armadura de los antiguos soldados griegos y romanos. Generalmente estaba hecha de cuero y llevaba piezas metálicas y en casos especiales joyas para adornarlo.
En la Edad Media el pteruges aparece en muchos yelmos, siendo piezas de cuero que protegían el cuello del soldado cayendo sobre este.

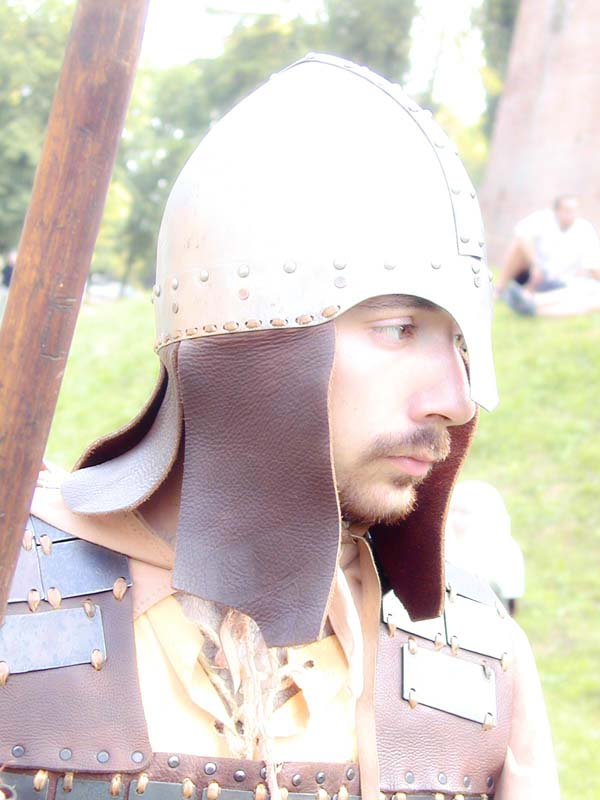
Pteruges de cuero en la parte posterior y lateral de un yelmo bizantino
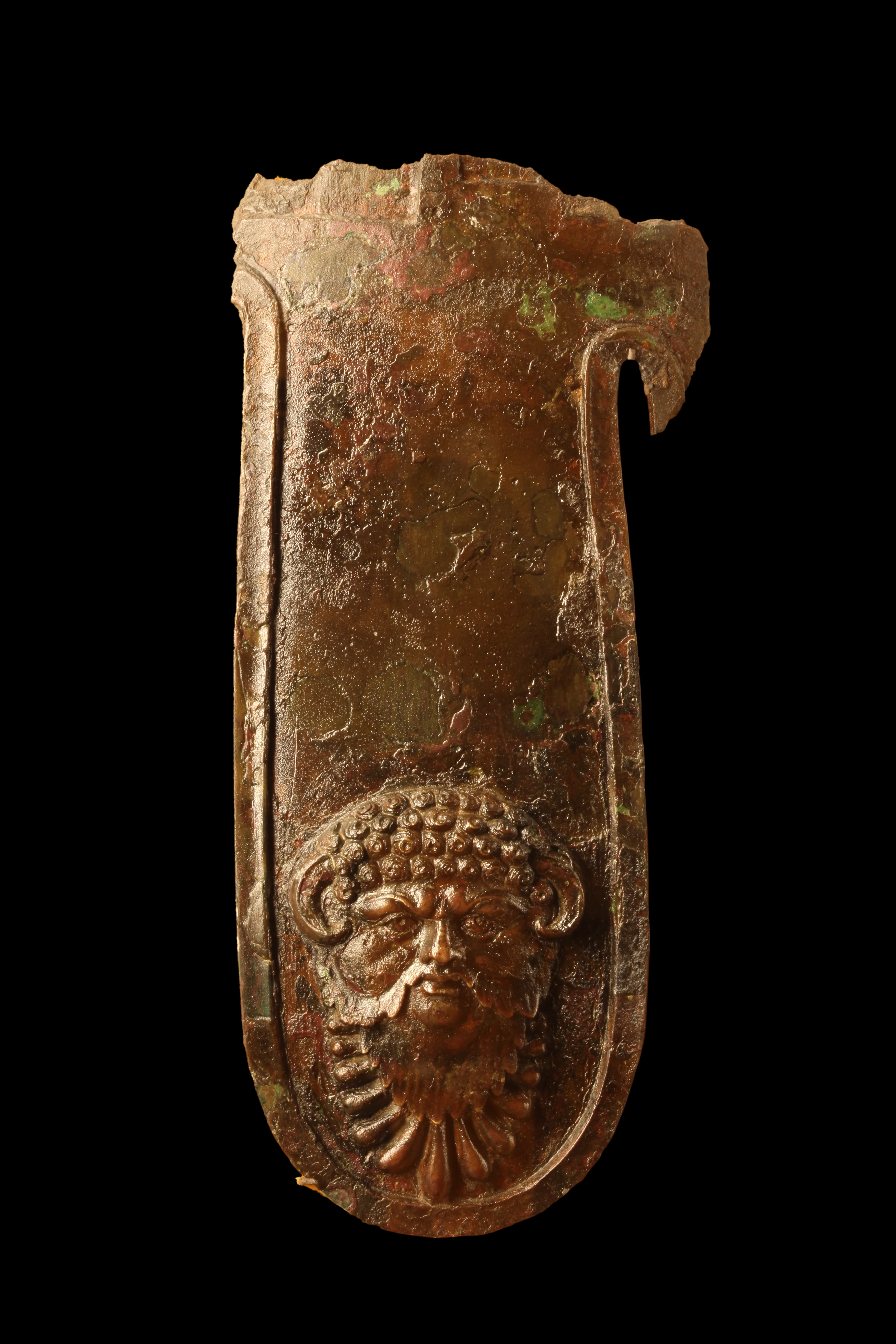
Pteruge llevando la cara de Jupiter-Amon. Corteria del museo de Bellas Artes de Lyon